# آستراخانوفکا (قزاقستان)
آستراخانوفکا (به قزاقی: Astrakhanovka) یک منطقهٔ مسکونی در قزاقستان است که در شهرستان قوبدا واقع شده‌است. آستراخانوفکا ۱۸۲ متر بالاتر از سطح دریا واقع شده‌است.